# Diocesi di Magido
La diocesi di Magido (in latino: Dioecesis Magydensis) è una sede soppressa del patriarcato di Costantinopoli e una sede titolare della Chiesa cattolica.

## Storia
Magido, identificabile con Laara nell'odierna Turchia, è un'antica sede episcopale della provincia romana della Panfilia Seconda nella diocesi civile di Asia. Faceva parte del patriarcato di Costantinopoli ed era suffraganea dell'arcidiocesi di Perge.
La diocesi è menzionata nelle Notitiae Episcopatuum del patriarcato fino al XII secolo.
Sono sei i vescovi attribuiti a questa antica diocesi. Afrodisio prese parte al primo concilio ecumenico celebrato a Nicea nel 325. Macedonio partecipò al concilio di Calcedonia nel 451 e sottoscrisse il decreto sinodale di Gennadio I di Costantinopoli contro i simoniaci nel 459 circa. Nella seconda metà del V secolo la sede di Magido fu occupata da un vescovo monofisita, Epifanio, che nel 476 abbandonò la propria sede per ritirarsi dapprima ad Alessandria e poi in Palestina, presso Maiuma di Gaza; qui ordinò prete Severo, futuro patriarca di Antiochia. Conone intervenne al concilio di Costantinopoli del 553. Platone partecipò al concilio di Costantinopoli del 680 e al concilio detto in Trullo del 692. Mariano infine assistette al concilio di Nicea del 787.
Dal XV secolo Magido è annoverata tra le sedi vescovili titolari della Chiesa cattolica; la sede è vacante dal 21 marzo 1975.

## Cronotassi

### Vescovi greci
- Afrodisio † (menzionato nel 325)
- Macedonio † (prima del 451 - dopo il 458/459)
  - Epifanio † (? - 476 dimesso) (vescovo monofisita)
- Conone † (menzionato nel 553)
- Platone † (prima del 680 - dopo il 692)
- Mariano † (menzionato nel 787)

### Vescovi titolari
- Nicola † (inizio del XV secolo)
  - Giovanni Battista di Serravalle, O.F.M.Ref. † (22 agosto 1759 - 1761 deceduto) (vescovo eletto)
- Mariano di Norma, O.F.M.Obs. † (3 aprile 1787 - 6 aprile 1790 deceduto)
- James Browne † (20 marzo 1827 - 30 aprile 1829 succeduto vescovo di Kilmore)
- Buenaventura Cano y Torrente, O. de M. † (29 luglio 1833 - 4 agosto 1838 deceduto)
- Eustachio Vito Modesto Zanoli, O.F.M.Ref. † (4 dicembre 1856 - 7 agosto 1857 nominato vescovo titolare di Eleuteropoli)
- Vincenzo Bracco † (2 marzo 1866 - 21 marzo 1873 nominato patriarca di Gerusalemme)
- Paškal Buconjić, O.F.M.Obs. † (30 gennaio 1880 - 18 novembre 1881 nominato vescovo di Mostar-Duvno)
- Juan Francisco Bux y Loras † (30 marzo 1882 - 1883 deceduto)
- Bernardino Caldaioli † (9 agosto 1883 - 1º marzo 1884 succeduto vescovo di Grosseto)
- Giovanni Cagliero, S.D.B. † (30 ottobre 1884 - 24 marzo 1904 nominato arcivescovo titolare di Sebastea)
- Ľudovít Szmrecsányi † (25 novembre 1904 - 26 marzo 1912 nominato arcivescovo coadiutore di Eger)
- André-Léonce-Joseph Eloy, M.E.P. † (11 dicembre 1912 - 30 luglio 1947 deceduto)
- Vunibaldo Godchard Talleur, O.F.M. † (20 dicembre 1947 - 21 marzo 1975 deceduto)